# Call Me What You Like
Call Me What You Like is de eerste promo-single van de Britse band Keane. Het album kwam uit op hun eigen label Zoomorphic omdat ze nog geen platencontract hadden. Er zijn 500 exemplaren uitgekomen. Het is de langste single die Keane ooit heeft gemaakt.

## Nummers
1. "Call Me What You Like"
2. "Rubbernecking"
3. "Closer Now"